# NASA/IPAC Extragalactic Database
Il NASA/IPAC Extragalactic Database (NED) è un database astronomico che raccoglie e confronta le informazioni astronomiche su oggetti extragalattici come galassie, quasar, sorgenti radio, X e infrarosse.
Il NED fu ideato verso la fine degli anni 1980 da due astronomi di Pasadena, George Helou e Barry F. Madore. Il database è finanziato dalla NASA e operato da Infrared Processing and Analysis Center (IPAC) attivo nel campus del California Institute of Technology, sotto contratto con la NASA.

## Descrizione
Il NED è costruito attorno a una lista di oggetti extragalattici per i quali è presente una lista di nomi sottoposta a controllo incrociato di verifica, le posizioni accurate con i valori di redshift e altre informazioni basilari. Per ogni oggetto vengono riportate le referenze bibliografiche rilevanti e messi in linea gli abstract di articoli di interesse extragalattico. Vengono riportati anche i dati verificati relativi alla fotometria, posizione e redshift provenienti dai cataloghi astronomici più importanti e dalla letteratura.
Il catalogo include anche immagini da 2MASS, e Digitized Sky Survey.
A marzo 2014, il NED riportava 206 milioni di oggetti astronomici, con 232 milioni di verifiche incrociate su varie lunghezze d'onda, con il valore del redshift per 5 milioni di oggetti, 1,9 miliardi di dati fotometrici, 609 milioni di misure di diametri, 71.000 distanze non legate al redshift per oltre 15.000 galassie, 310.000 classificazioni dettagliate per 230.000 oggetti e 2,6 milioni di immagini, mappe e collegamenti esterni, oltre 65.000 articoli di riviste, note e abstract.